# Spoorlijn Lyngby - Vedbæk
De Spoorlijn Lyngby - Vedbæk (Deens: Nærumbanen) is een lokale spoorlijn ten noordwesten van Kopenhagen op Seeland in Denemarken, aangelegd tussen 1899 en 1900 door de Lyngby-Vedbæk Jernbane (LVJ). De spoorlijn liep van Lyngby via Nærum naar Vedbæk.

## Geschiedenis
De lijn werd aangelegd om diverse industrieën te bedienen, maar werd later een zuivere reizigerslijn. Wegens de inzakkende economie werd de treindienst in 1917 uitgedund. Per 1 mei 1921 werd de treindienst tussen Nærum en Vedbæk gestaakt en per 1 januari 1923 werd dit trajectdeel afgestoten en wijzigde de LVJ de naam in Lyngby-Nærum Jernbane (LNJ).
Op 1 april 1926 ging het eigendom van de spoorlijn en overige infrastructuur over van LNJ naar de gemeenten Søllerød en Lyngby-Taarbæk. De exploitatie bleef in handen van de LNJ.
Nadat in 1936 de ombouw van de spoorlijn Kopenhagen - Hilerød tot S-tog van Hellerup werd doorgetrokken naar Holte, werd het eindpunt van Nærumbanen verplaatst van Lyngby naar Jægersborg, waar aansluiting werd geboden op de S-tog treinen naar Holte (sinds 1968 door naar Hillerød) en Kopenhagen. De halte Smedebakken werd vervangen door het iets oostelijker gelegen nieuwe halte Lyngby Lokal. De aan de oude lijn naar Lyngby gelegen halte Præstevang werd vervangen door een nieuwe halte aan de lijn naar Jægersborg. De halte Sorgenfri werd in dit jaar hernoemd in Slotsparken om naamsverwarring met de aan de S-tog lijn geopende nieuwe halte Sorgenfri te voorkomen.
Na de Tweede Wereldoorlog werden plannen gemaakt om de spoorlijn tussen Jægersborg en Ravnholm (waartoe de spoorlijn ook zou worden ingekort in verband met de geplande snelweg E47/E55) te elektrificeren en met nieuw elektrisch materieel een 20 minuten dienst in te voeren. Nadat de kosten hiervoor toch te hoog bleken uit te komen werd van elektrificatie afgezien en werden in 1950 nieuwe railbussen aangeschaft. In plaats van inkorting van de lijn wegens de aanleg van de snelweg E47/E55 werd in 1954 in Nærum een nieuw eindstation aan Langebjerg gebouwd ten westen van de nieuwe snelweg. Het oude stationsgebouw aan Bystykket wordt sindsdien bewoond en is nog altijd als voormalig station herkenbaar. Ter vervanging van het oude depot in Nærum werd een nieuw depot bij Jægersborg gebouwd. In verband met uitbreiding van de treindienst werden in de jaren 50 in Ørholm en Fuglevad kruisingsmogelijkheden aangelegd.

## Huidige toestand
Vanaf 2001 werden plannen gemaakt om een aantal private spoorlijnen op Seeland, waaronder ook Nærumbanen, onder te brengen bij de Hovedstadens Udviklingsråd (HUR), een organisatie die het lokale busvervoer in Seeland beheerde. In mei 2002 werden twee nieuwe maatschappijen opgericht, waarin de meeste private spoorwegmaatschappijen op Seeland fuseerden. De infrastructuur en het materieel werden ondergebracht bij Hovedstadens Lokalbaner (HL), de exploitatie werd verzorgd door Lokalbanen (LB).

## Overzicht van beheer en exploitatie
| vanaf            | traject                 | infrastructuur                       | exploitatie | opmerkingen                                        |
| ---------------- | ----------------------- | ------------------------------------ | ----------- | -------------------------------------------------- |
| 25 augustus 1900 | Lyngby - Nærum - Vedbæk | LVJ                                  | LVJ         | Treindienst Nærum - Vedbæk per 1 mei 1921 gestaakt |
| 1 januari 1923   | Lyngby - Nærum          | LNJ                                  | LNJ         |                                                    |
| 1 april 1926     | Lyngby - Nærum          | gemeenten Søllerød en Lyngby-Taarbæk | LNJ         |                                                    |
| 15 mei 1936      | Jægersborg - Nærum      | gemeenten Søllerød en Lyngby-Taarbæk | LNJ         |                                                    |
| mei 2002         | Jægersborg - Nærum      | HL                                   | LB          |                                                    |

## Foto's

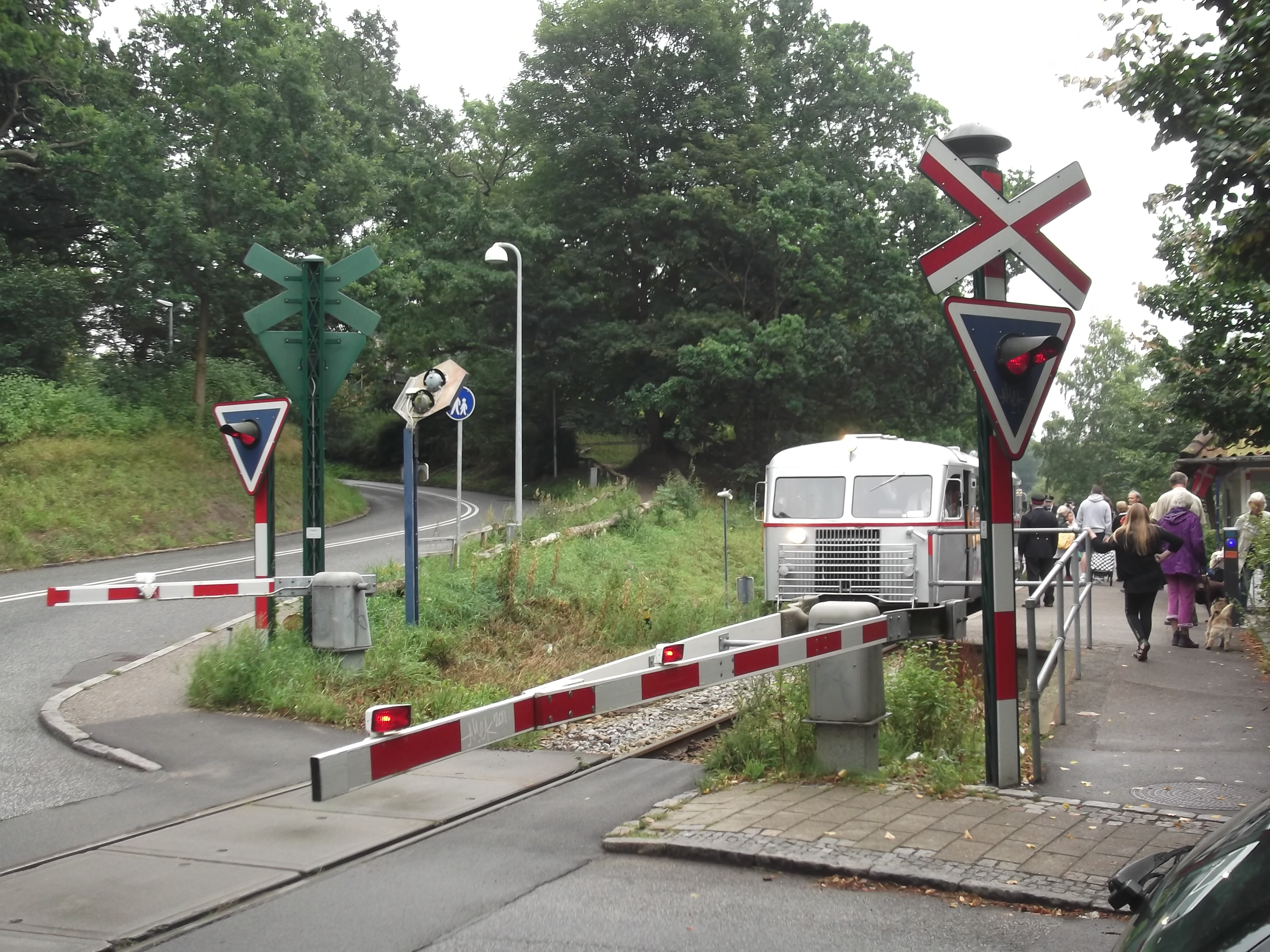
Historisch motorrijtuig Sm 13 te Brede.
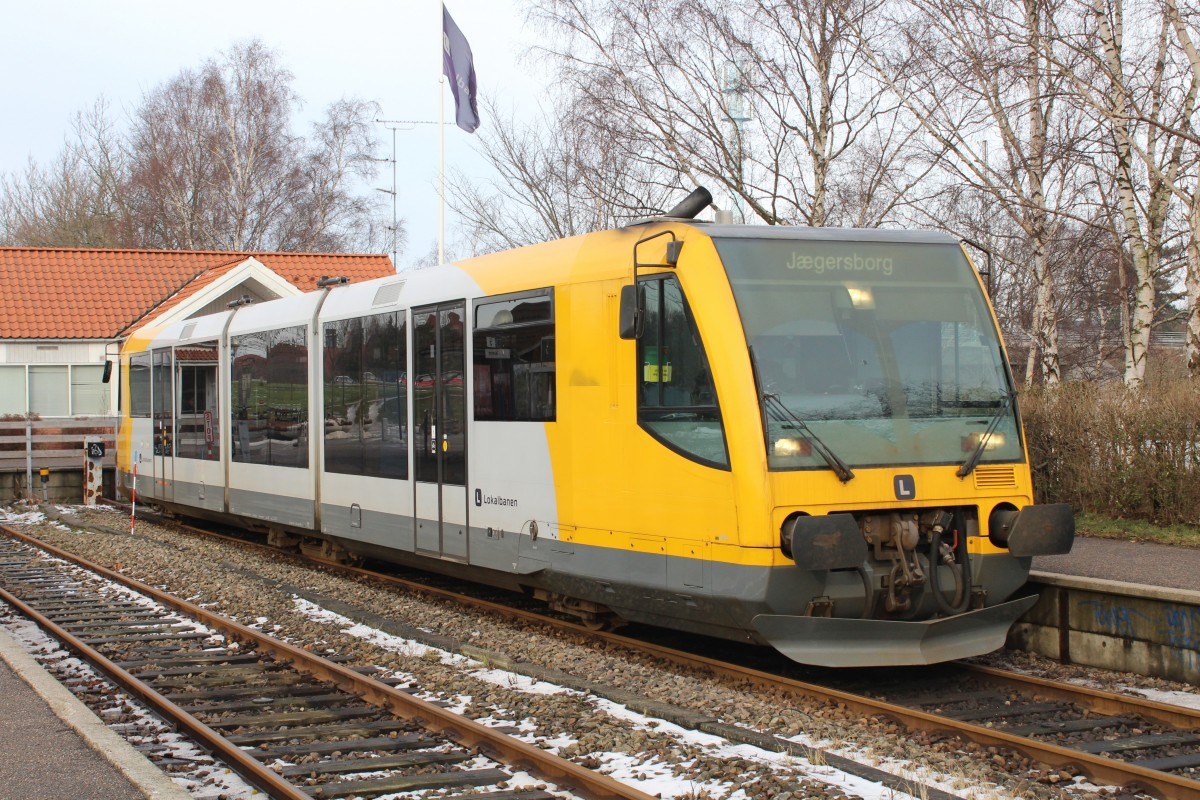
Gemoderniseerd treinstel te Nærum.